# Sam C. Ford
Samuel Clarence „Sam“ Ford (* 7. November 1882 in Albany, Kentucky; † 25. November 1961 in Helena, Montana) war ein US-amerikanischer Jurist und Politiker und von 1941 bis 1949 der zwölfte Gouverneur des Bundesstaates Montana.

## Frühe Jahre und politischer Aufstieg
Sam Ford wurde in Kentucky geboren und wuchs in Kansas auf. Dort besuchte er die öffentlichen Schulen. Danach studierte er bis 1906 an der University of Kansas Jura. Nach seinem Umzug nach Helena in Montana eröffnete er dort eine Anwaltskanzlei. Zwischen 1908 und 1914 war er außerdem stellvertretender Bundesstaatsanwalt für Montana. Von 1917 bis 1921 war er Attorney General dieses Staates. Bis 1929 widmete er sich dann wieder seiner privaten Kanzlei, ehe er zwischen 1929 und 1933 als Richter an den Montana Supreme Court berufen wurde. Am 5. November 1940 wurde er als Kandidat der Republikanischen Partei zum neuen Gouverneur gewählt, wobei er sich mit 50,7 Prozent der Stimmen gegen den demokratischen Amtsinhaber Roy E. Ayers durchsetzte.

## Gouverneur von Montana
Ford trat sein neues Amt am 6. Januar 1941 an. Nach einer erfolgreichen Wiederwahl im Jahr 1944 konnte er es bis zum 3. Januar 1949 ausüben. Der erste Teil seiner Amtszeit war von der Ereignissen des Zweiten Weltkriegs geprägt, an dem die USA seit dem 7. Dezember 1941 nach dem japanischen Angriff auf Pearl Harbor teilnahmen. Die Industrieproduktion musste wie in den anderen US-Bundesstaaten auf den Rüstungsbedarf umgestellt werden. Soldaten mussten gemustert werden. Nach dem Ende des Krieges musste die Produktion wieder auf den zivilen Bedarf zurückgefahren werden und die heimkehrenden Soldaten wieder in die Gesellschaft eingegliedert werden. Innenpolitisch konnte der Gouverneur einen ausgeglichenen Haushalt aufstellen. Die weitverbreitete Bürokratie in der Verwaltung wurde abgebaut. Außerdem wurde ein Projekt zur Entwicklung des Missouri River in die Wege geleitet. Dazu gehörte der Bau von Staudämmen zur Bekämpfung von Hochwasser und von Kraftwerken zur Gewinnung von Elektrizität. Ähnliche Projekte wurden auch in North und South Dakota in die Wege geleitet.
Im Jahr 1948 bewarb sich Ford erfolglos um eine dritte Amtszeit. Er zog sich danach ins Privatleben zurück und starb am 25. November 1961 nach längerer Krankheit. Ford war mit Mary L. Shobe verheiratet, mit der er vier Kinder hatte.